# Instytut Matematyczny Polskiej Akademii Nauk
Instytut Matematyczny Polskiej Akademii Nauk – instytut naukowy Polskiej Akademii Nauk.

## Charakterystyka
Instytut mieści się przy ul. Śniadeckich 8 w Warszawie. Powstał on 20 listopada 1948 r. jako Państwowy Instytut Matematyczny i w tym samym roku powołano w nim Grupę Aparatów Matematycznych, co można uznać za początek informatyki w Polsce. W 1952 r. został włączony do struktur Polskiej Akademii Nauk. Prowadzi studia doktoranckie w zakresie matematyki. Jest instytucją ogólnopolską i poza siedzibą w Warszawie ma sześć oddziałów w innych miastach Polski (2022):
- siedziba w Warszawie: dyrektor dr hab. Karol Palka[5], prof. IM PAN; profesorowie tytularni: Janusz Grabowski, Piotr Gwiazda(inne języki), Piotr Hajac(inne języki), Stanisław Janeczko(inne języki), Zbigniew Jelonek(inne języki), Tomasz Komorowski, Piotr Koszmider(inne języki), Andrzej Królak(inne języki), Feliks Przytycki, Adam Skalski, Łukasz Stettner, Przemysław Wojtaszczyk i Wojciech Zajączkowski(inne języki)
- oddział w Gdańsku: kierownik – prof. dr hab. Tomasz Szarek; profesorowie tytularni: Anna Kamont(inne języki)
- oddział w Katowicach: kierownik – prof. dr hab. Ryszard Rudnicki
- oddział w Krakowie: kierownik – dr hab. Michał Kapustka(inne języki)
- oddział w Poznaniu; profesorowie tytularni: Jerzy Kaczorowski
- oddział w Toruniu; kierownik – prof. dr hab. Yuriy Tomilov, profesorowie tytularni: Tomasz Rychlik(inne języki) i Piotr Śniady
- oddział we Wrocławiu: kierownik – prof. dr hab. Adam Nowak(inne języki); profesorowie tytularni: Lech Januszkiewicz

Instytut przyznaje następujące nagrody:
- Medal im. Stefana Banacha
- Nagroda Instytutu Matematycznego PAN za wybitne osiągnięcia naukowe w zakresie matematyki
- Nagroda im. Kazimierza Kuratowskiego
- Nagroda Fundacji Marka Wacławka
- Nagroda Dyrektora IM PAN za wyróżnione prace doktorskie
- Nagroda im. Barbary i Jaroslava Zemanków